# Jean Leber
Jean Leber (1939-18 de marzo de 2020) fue un violinista, director de orquesta y profesor francés que destacó por su labor de difusión de la música contemporánea.

## Primeros años
Nació en 1939 —algunos medios de comunicación indican que nació en 1939— en una familia de trabajadores ferroviarios y músicos aficionados. Descubrió la música a una edad temprana y obtuvo un violín a los dieciséis años cuando se inscribió en el Conservatorio de París. Recibió el primer premio como violinista en el Conservatorio de París a los dieciséis años.

## Carrera
Comenzó su carrera en la Orchestre de la Suisse Romande como violinista, luego se unió a la Ópera de París antes de enseñar y tocar el violín en la Ópera de Marsella. En 1965, fundó el Octuor de France con Michel Wales. En 1972, se convirtió en director del Conservatorio de Gennevilliers antes de ser nombrado director del centro musical Edgar-Varèse. Fue uno de los miembros originales del conjunto orquestal de Marsella cuando se fundó en 1986.
Estaba muy interesado en el futuro de sus alumnos. Dirigió las escuelas de la École nationale de musique de Gennevilliers, la École nationale de musique de Chartres y las clases de música de cámara en Poitiers y en el National Conservatory Regional Influence Pierre Barbizet. 

## Muerte
Leber murió el 18 de marzo de 2020 debido a las complicaciones del COVID-19.